# 答えを探さないで/僕からの未来
答えを探さないで/僕からの未来（こたえをさがさないで、ぼくからのみらい）は、日本のSAKUの8thシングルである。2001年7月25日にTricycle ENTERTAINMENTからリリースされた。

## 解説
SAKUの8枚目のシングルである。初の両A面シングルでユニバーサルミュージックからTricycle ENTERTAINMENTへ移籍後の最初で最後のシングルである。今作の表題曲の「僕らの未来」は松本大学予備校CMのタイアップである。このCMにはSAKU本人も出演している。タイアップは『Inside of You』の『START』まで継続することになる。意外にもこの楽曲はアルバムに全く収録はされていない。ユニバーサルミュージックからTricycle ENTERTAINMENTへ移籍の経緯については全く解っていない。
ジャケットは『すべてあるままに』からSAKU（櫻井茂雄）の写真を起用。今作品をもって新曲のリリースは無い。

## 収録曲
1. 答えを探さないで
  - 作詞: SAKU、作曲: SAKU&小嶋隆一
2. 僕からの未来
  - 作詞:小嶋隆一 、作曲: 小嶋隆一
  - 松本大学予備校 TVCM『ラジオ DJ編』のテーマソング
3. 旅立ち
  - 作詞: SAKU、作曲: SAKU